# 제5원소 (영화)
《제5원소》(프랑스어: Le Cinquième élément, 영어: The Fifth Element)는 1997년에 공개된 프랑스의 영어판 SF 액션 영화이다. 뤼크 베송이 감독을 맡았고 로버트 마크 캐먼이 각본을 맡았다. 브루스 윌리스, 밀라 요보비치, 게리 올드먼, 크리스 터커, 이언 홈, 루크 페리가 주연했다.

## 줄거리
1914년 몬도샤와인(Mondoshawans)으로 알려진 외계인들은 제1차 세계 대전으로부터의 안전을 보장하고 5,000년에 한 번씩 나타나는 거대한 악을 물리칠 수 있는 유일한 무기를 수집하기 위해 고대 이집트의 신전에 도착한다. 무기는 4개의 돌로 구성되어 있는데 돌 안에는 4개의 고대 원소(공기, 물, 불, 흙)로부터 물려받은 유산이 들어 있고 5번째 원소가 들어 있는 석관으로 구성되어 있다. 인간의 모습을 한 석관은 나머지 4개의 힘을 악마를 물리칠 수 있는 신의 빛으로 결합시킨다. 몬도샤와인들은 비밀스러운 명령을 받은 사제로부터 자신들과 인류와의 만남을 약속하는 한편 거대한 악이 돌아올 때 무기를 가지고 돌아와서 이를 막을 것임을 약속한다.
2263년에 출현한 거대한 악은 검은 불덩이 모양을 띤 깊은 우주에 나타나서 지구의 우주선을 공격하여 파괴한다. 몬도샤와인들이 현재 지구에 접촉하고 있는 피라미드의 신부인 비토 코넬리우스(Vito Cornelius)는 지구 연방의 대통령에게 거대한 악의 역사와 그것을 막을 수 있는 무기에 대해 알려준다. 지구로 돌아온 몬도샤와인들은 무기 거래상이었던 장밥티스트 에마누엘 조그(Jean-Baptiste Emanuel Zorg)가 고용한 인종인 망갈로르인(Mangalores)에 의해 은신하게 되는데 이 종족은 원소석을 얻으려는 거대한 악(미스터 섀도우(Mister Shadow)로 메시지를 보냄)의 명령을 받고 있었다.
몬도샤와인들의 우주선이 파괴된 이후에 나온 유일한 '생존자'는 제5원소의 석관에서 나온 금속장갑 안에 들어 있던 절단된 손이었다. 절단된 손 안에는 아직 살아 있는 세포가 몇 개 정도 들어 있었다. 인간 과학자들은 그것을 미국 뉴욕에 있는 실험실로 가져갔고 거기서 릴루(Leeloo)라는 이름을 가진 강력한 휴머노이드 여자를 재구성하는 과정에서 사용한다. 낯선 환경에 겁을 먹은 릴루는 실험실에서 벗어나 높은 선반에서 뛰어내렸고 전직 특수부대 소령 출신의 택시 운전사인 코벤 댈러스(Korben Dallas)가 타고 있던 날아다니는 택시와 충돌한다.
댈러스는 릴루를 코넬리우스 신부와 그의 견습생인 데이비드에게 인도했고 이 과정에서 릴루가 제5원소라는 사실을 밝혀낸다. 코넬리우스 신부는 릴루에게서 원소석이 몬도샤와인들의 선박에 있었던 것이 아니라 외계인 오페라 가수인 디바 플라발라구나(Diva Plavalaguna)에게 맡겨져 있었다는 사실을 밝혀낸다. 돌을 얻지 못한 조그는 많은 망갈로르인들을 살해했지만 조그에 대한 복수심에 불타오른 생존자들은 그 유물을 잡기로 결심한다. 몬도샤와인들로부터 이 돌들이 플라발라구나가 소유하고 있었다는 사실을 알게 된 댈러스의 옛 상관인 먼로 장군은 댈러스를 추천하고 플라발라구나를 만나기 위해 비밀리에 플로스톤 행성(Fhloston)을 여행할 것을 명령했고 댈러스는 릴루를 데리고 간다. 한편 코넬리우스 신부는 데이비드에게 돌들을 보관하기 위해 고안된 신전을 준비하고 나서 댈러스를 유람선으로 실어 나르는 우주 비행기에서 멀리 떨어져 있으라고 명령한다.
플라발라구나는 망갈로르인들이 호텔을 공격하던 과정에서 사망했지만 댈러스는 이 돌들을 회수하는데 성공한다. 댈러스는 망갈로르인들과 싸우는 동안에 그들의 지도자를 살해해서 남은 망갈로르인들이 싸움을 계속하기를 꺼리도록 만든다. 한편 조그는 릴루가 자신의 우주선에서 돌멩이들을 갖고 있을 것으로 추정되는 운반 케이스를 획득하기 전에 릴루에게 총을 쏘고 심각한 부상을 입혔다. 조그는 호텔 투숙객들에게 대피를 강요하는 시한폭탄을 남기고 떠난다. 운반 케이스가 비어 있는 것을 발견한 조그는 호텔로 돌아와서 폭탄의 작동을 정지시켰지만 죽어가던 망갈로르인들은 자신의 장치를 발사하여 호텔을 파괴하고 조그도 살해한다. 이 과정에서 댈러스, 코넬리우스, 릴루, 토크쇼 진행자 루비 로드는 조그의 우주선에 보관되어 있던 돌들을 가지고 탈출한다.
거대한 악이 지구에 다가오자 댈러스, 코넬리우스, 릴루, 루비 로드는 데이비드와 함께 신전의 무기실에서 합류한다. 그들은 돌을 정돈하고 이에 상응하는 요소로 작동시켰지만 그렇게 많은 폭력을 목격하고 연구해 온 릴루는 인간성에 대해 망연자실해져서 협조를 거부했다. 댈러스는 릴루에 대한 사랑을 선언하고 그녀에게 키스한다. 이에 릴루는 돌의 힘을 결합한 신의 빛을 방출하여 거대한 악이 갖고 있던 힘을 파괴하고 멈추게 한다.

## 출연
- 브루스 윌리스: 코벤 댈러스(Korben Dallas) 역
- 게리 올드먼: 장밥티스트 에마누엘 조그(Jean-Baptiste Emmanuel Zorg) 역
- 밀라 요보비치: 릴루 미나이 레카타리바 라미나이 차이 에크바트 드 세바트(Leeloo Minaï Lekatariba-Laminaï-Tchaï Ekbat de Sebat) 역
- 이언 홈: 비토 코넬리우스(Vito Cornelius) 역
- 크리스 터커: 루비 로드(Ruby Rhod) 역
- 찰리 크리드마일스: 데이비드(David) 역
- 루크 페리: 빌리 매스터슨(Billy Masterson) 역
- 브라이언 제임스: 먼로 장군(General Munro) 역
- 트리키: 라이트 암(Right Arm) 역
- 톰 리스터 주니어: 린드버그 대통령(President Lindberg) 역
- 크리스토퍼 페어뱅크: 맥틸버러 교수(Professor Mactilburgh) 역
- 리 에번스: 포그(Fog) 역
- 존 블루탈: 마시모 파콜리 교수(Professor Massimo Pacoli) 역
- 존 베넷: 신부(Priest) 역
- 킴 챈: 미스터 킴(Mr. Kim) 역
- 존 네빌: 스테이더트 장군(General Staedert) 역
- 앨 매슈스: 튜더 장군(General Tudor) 역
- 마이웬: 디바 플라발라구나(Diva Plavalaguna) 역

## 한국판 성우진

### DVD 버전
- 이정구 - 코벤(브루스 윌리스)
- 정미숙 - 릴루(밀라 요보비치)
- 유동현 - 조그(게리 올드먼)
- 박상일 - 코넬리우스 신부(이언 홈)
- 강수진 - 루비 로드(크리스 터커) / 파콜리 교수의 조수(루크 페리) / 경찰
- 김현직 - 린드버그 대통령(토미 타이니 리스터)
- 온영삼 - 먼로 장군(브라이언 제임스)
- 최병상 - 데이비드(찰리 크리드마일스) / 과학자 / 음식점 주인
- 노민 - 파콜리 교수(존 블루탈) / 경찰
- 이영주 - 남자 아이 / 코벤의 엄마(전화 목소리) / 스튜디어스
- 조동희 - 장군의 부하 / 과학자 / 경찰
- 이진화 - 디바(마이웬) / 택시 목소리 / 스튜디어스
- 이봉준 - 장군의 부하 / 경찰
- 이호인 - 장군의 부하 / 과학자
- 서문석 - 장군 / 과학자 / 경찰 / 이웃집 남자
- 한호웅 - 이웃집 남자 / 경찰 / 로봇 / 루비의 동료

### SBS (1999년 2월 16일)
- 이정구 - 코벤 달라스(브루스 윌리스)
- 서혜정 - 릴루(밀라 요보비치)
- 김준 - 조그(게리 올드먼)
- 황일청 - 코넬리우스 신부(이언 홈)
- 이인성 - 루비 로드(크리스 터커)
- 박상일 - 린드버그 대통령(토미 타이니 리스터)
- 홍승섭 - 코넬리우스의 제자
- 김민규
- 이영달
- 김기현
- 이종오
- 유제상
- 성창수
- 이종혁
- 김혜미
- 황재경
- 박미선
- 이승주
- 전인배

## 영화 제작 과정과 평가
《제5원소》 제작 과정은 고몽이 맡았다. 뤼크 베송은 16세 시절에 《제5원소》 이야기를 집필했고 해당 영화가 개봉되던 당시에 그의 나이는 38세였다고 한다. 뤼크 베송은 프랑스에서 해당 영화를 촬영하기를 원했지만 적당한 곳을 찾을 수 없었고 영국 런던과 모리타니에서 촬영했다. 만화가 장 지로, 장클로드 메지에르는 영화 일부분에 영감을 준 그림을 제작했고 패션 디자이너 장폴 고티에는 영화에 등장하는 의상 디자인을 맡았다.

### 효과
《제5원소》에서는 3개의 다른 팀이 3가지 종류의 특수 효과를 담당했다. 닉 앨더는 기계적인 효과와 폭발적인 효과를, 닉 더드먼은 '창조적인' 효과를, 마크 스테트슨은 시각 효과를 담당했다. 이들은 시각 효과 전문 회사인 디지털 도메인에서 채용되었으며 캐런 굴레카스가 디지털 효과 감독 열할을 맡았다. 특수 효과 담당 팀은 오토데스크 소프트이미지, 사내 소프트웨어를 사용하여 독특한 효과를 창출했다. 일부 개별 장면은 라이브 액션, 스케일 모델, 컴퓨터 생성 이미지, 입자 시스템의 조합을 사용했다.
뉴욕에 등장한 교통 차선 장면은 입자 시스템으로 만들어졌다. 촬영에 사용된 모형들 가운데에는 뉴욕에서 본 건축물들이 있었다. 아파트 수십 채와 6.1m 높이의 초고층 건물 25개가 1/24 규모로 지어졌다. 80명의 작업자들로 구성된 팀이 모든 모델을 만드는 데에 5개월이 걸렸다. 건축물의 창문은 가구, 블라인드, 라이트 박스, 작은 평편한 예술작품 등 창 뒤쪽의 세부 사항과 함께 팀이 가장 많은 시간을 할애하는 업무 중 하나로 여겨졌다. 디지털 환경 내에 구축된 가상 집합을 생성하여 미니어처 사용을 강화하였다. 동작 제어 카메라는 스케일 세트 전체에 걸쳐 이동했으며 수집한 데이터는 컴퓨터 그래픽 애니메이션과 입자 시스템을 추적하고 생성하기 위해 전송되었다. 그 밖에 사용된 특수 효과 기법으로는 배경용 디지털 무광화, 릴루의 몸이 재구성되는 순서를 포함한 특정 애니메이션용 비균일 유리 B-스플라인(NURBS) 수학적 모형이 있다.

### 음향
뤼크 베송의 영화 가운데 하나인 《제5원소》는 영화의 약 90%가 음악으로 구성되었을 정도로 "영화 속의 뮤지컬" 형식으로 묘사되었으며 에리크 세라가 영화 음악을 작곡했다. 세라는 외과 의사들이 릴루를 재생시키는 수술을 준비를 하는 장면에서 오보에와 현악기 간의 조화를 사용했고 릴루가 재생하는 장면에서는 피치카토를 사용했다. 또한 세라는 우주기지가 등장하기 이전에 사용된 스탈린주의 양식의 팡파르, 비행 준비를 위해 연주된 레게 음악, 플로스톤 행성에 도착한 승객들을 맞이하는 훌라 음악과 같이 이국적인 영향을 받은 음악을 사용했다.
파콜리 교수가 제5원소를 언급하는 장면에서 처음 등장한 라이트모티프에서는 보타 전통적인 관현악보 작성 기법이 등장하며 군함이 어두운 행성을 공격할 준비를 하는 장면에서 들리는 군국주의 양식의 함성, 릴루가 전쟁을 알게 되는 장면에서는 구스타프 말러의 장송곡 양식이 등장한다. 알제리의 음악가인 할레드는 택시 추격 장면에 사용된 음악인 〈Alech Taadi〉를 작곡했다. 할레드가 작곡한 음악은 《제5원소 사운드트랙》 음반에 수록되지 않았지만 할레드의 음반 《N'ssi N'ssi》에는 수록되어 있다.
디바 댄스의 오페라 공연 장면에서는 가에타노 도니제티가 작곡한 오페라 《람메르무어의 루치아》 3막 2장에 등장하는 음악인 〈달콤한 목소리〉(Il dolce suono)를 사용했다. 프랑스의 배우인 마이웬이 플라발라구나 역을 맡았고 알바니아의 소프라노인 인바 물라가 노래를 불렀다. 이 작품의 1부 〈Lucia di Lammermoor〉와 2부 〈The Diva Dance〉는 《제5원소 사운드트랙》 음반에서 별도의 트랙으로 수록되어 있지만 영화에서 등장하는 전체적인 연주 효과를 구현하기 위해 하나의 장면으로 구현되었다. 1부의 끝부분은 2부의 시작과 결합되어 있고 2개의 트랙 사이에서 순조로운 전환 효과를 띤다.
버진 레코드에서 출시된 《제5원소 사운드트랙》 음반은 빌보드 200에서 99위를 기록했으며 프랑스에서만 20만 장 이상이 판매되었다. 올뮤직의 로드니 배트도르프는 이 앨범이 "다양하고 완성되어 있으며 영화 안에서의 효과만큼이나 영화 밖에서도 효과적이다."라고 말하면서 별 5개 가운데 3개를 부여했다. 필름트랙스닷컴(Filmtracks.com)의 리뷰도 이 앨범에 별 5개 가운데 3개를 부여했다.

### 평가
《제5원소》는 영화 평론가들 사이에서 역대 최고의 여름 블록버스터, 역대 최악의 여름 블록버스터라는 극과 극의 반응을 보였지만 주로 긍정적인 평가를 받았다. 9,000만 미국 달러가 제작 비용으로 투입된 이 영화는 박스 오피스에서 2억 6,300만 미국 달러 이상을 벌어들였을 만큼 재정적인 성공을 기록했다. 개봉 당시에는 지금까지 개봉된 영화들 중에서 가장 비싼 유럽 영화였으며 2011년에 《언터처블: 1%의 우정》이 개봉되기 이전까지는 국제 박스 오피스에서 가장 많은 수익을 올린 프랑스 영화로 남아 있었다.

## 수상 및 후보
- 1997년 영국 아카데미 영화상
  - 특수 시각 효과상 수상 (마크 맨지니)
- 1997년 칸 영화제
  - 기술대상 수상 (티에리 아르보가스트)
- 1997년 뤼미에르상
  - 감독상 수상 (뤼크 베송)
- 1997년 유럽 영화상
  - 올해의 영화상 후보 (파트리스 르두)
- 1998년 세자르상
  - 촬영상 수상 (티에리 아르보가스트)
  - 감독상 수상 (뤼크 베송)
  - 미술상 수상 (댄 웨일)
  - 의상상 후보 (장폴 고티에)
  - 편집상 후보 (실비 랑드라)
  - 작품상 후보 (뤼크 베송)
  - 주제가상 후보 (에리크 세라)
  - 음향효과상 후보 (다니엘 브리소)
- 1998년 골든 래즈베리상
  - 최악의 여우조연상 후보 (밀라 요보비치)
  - 최악의 신인상 후보 (크리스 터커)
- 1998년 골든 릴 어워드
  - 음향편집상 후보 (마크 맨지니)
- 1998년 휴고상
  - 영상 부문 후보
- 1998년 MTV 무비 & TV 어워드
  - 최고의 싸움상 후보 (밀라 요보비치 대 외계인들)
- 1998년 새틀라이트상
  - 시각효과상 후보 (마크 스테트슨)
- 1998년 새턴상
  - SF상 후보
  - 의상상 후보 (장폴 고티에)
  - 특수효과상 후보 (특수 효과팀)
  - 여우조연상 후보 (밀라 요보비치)
- 1998년 아카데미상
  - 음향편집상 후보 (마크 맨지니)
- 1998년 블록버스터 엔터테인먼트상
  - 신인여우상 후보 (밀라 요보비치)